# Репозиторијум (контрола верзија)
Репозиторијум представља концепт у оквиру контроле ревизија у виду структуре података, најчешће смештене на серверу, која, између осталог, садржи:
- Скуп датотека и директоријума,
- Историју промена у репозиторијуму,
- Скуп комитованих објеката,
- Скуп референци на комитоване објекте.